# 祖魯棕蝠
祖魯棕蝠（學名：Neoromicia zuluensis）是蝙蝠科Neoromicia屬的一種，分布於東非與南部非洲，被IUCN列為無危物種。

## 外形
祖魯棕蝠是一種小蝙蝠，頭身長約為7.5公分，展翅寬度約為22.5公分，重為3–6公克，尾完全被皮膜包覆。

## 分布
祖魯棕蝠的分布範圍包括東非的衣索比亞、南蘇丹、肯亞和烏干達等地半乾旱的草原與灌木林，以及南非的剛果民主共和國南部、尚比亞、南非、安哥拉南部、馬拉威、納米比亞與辛巴威等地的疏林草原、Miombo林和灌木林，分布的海拔高度為500–2650公尺。

## 生態
祖魯棕蝠以蛾與甲蟲等昆蟲為食，可形成濃度很高的尿液，被圈養時可長達數天不飲水。其繁殖季應為雨季，每胎可產1–2隻幼仔。